# Paradiso - Canto tredicesimo

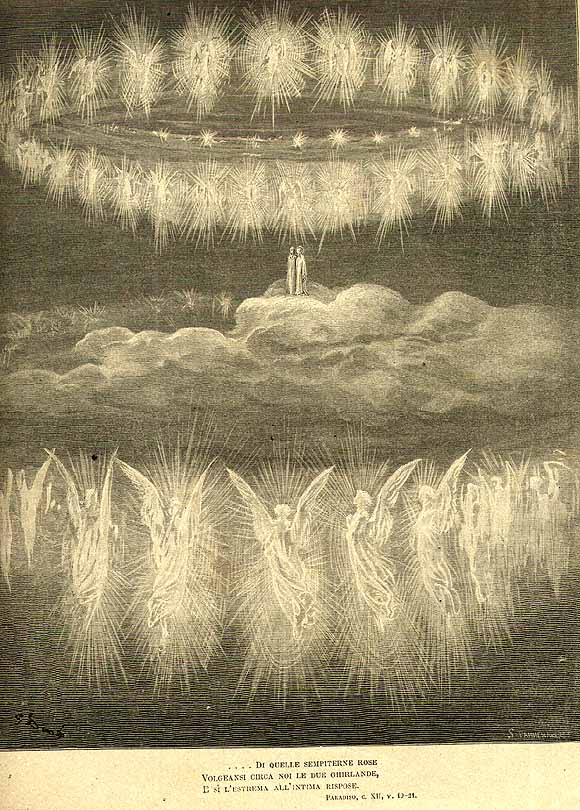
San Bonaventura, illustrazione di Gustave Doré

Il canto tredicesimo del Paradiso di Dante Alighieri si svolge nel cielo del Sole, ove risiedono gli spiriti sapienti; siamo alla sera del 13 aprile 1300, o secondo altri commentatori del 30 marzo 1300.

## Incipit
(Anonimo commentatore dantesco del XIV secolo)

## Temi e contenuti

### Canto e danza dei beati - vv. 1-30
Il poeta invita il lettore a immaginare che le quindici stelle di prima grandezza (secondo Tolomeo), poi l'Orsa Maggiore, e due stelle dell'Orsa Minore si siano suddivise in due costellazioni (ciascuna di dodici stelle), che siano concentriche e si muovano in senso opposto l'una all'altra: il lettore potrà avere una vaga idea delle due corone che danzando e cantando circondano Dante. Quando il canto e la danza si concludono contemporaneamente, i beati si volgono a Dante.

### Discorso di san Tommaso: la sapienza di Adamo e Gesù - vv. 31-87

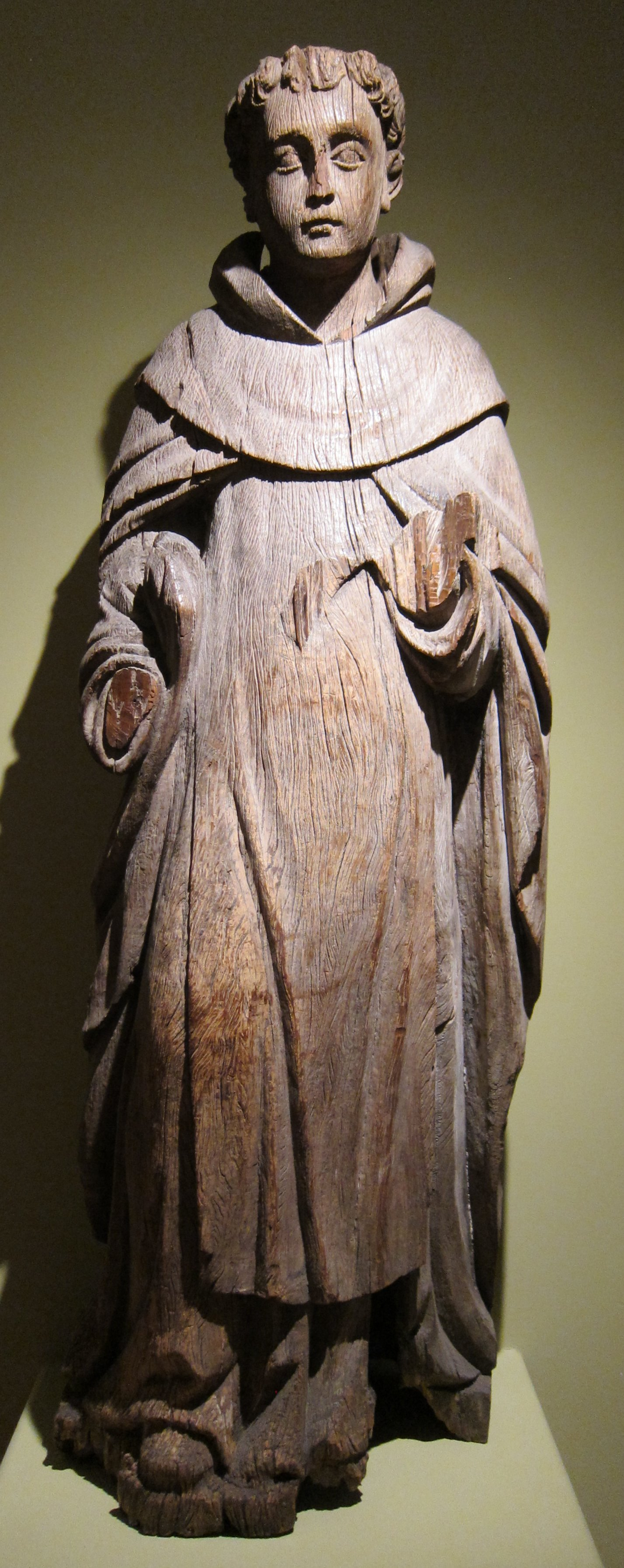
San Tommaso d'Aquino. Statua lignea del sec. XVIII proveniente dalle Filippine.

Nel silenzio, si leva la voce di San Tommaso. Egli, che già nel canto XI ha risposto ad un dubbio suscitato in Dante dalle parole "U' ben s'impingua se non si vaneggia" (X, v.96), si appresta a sciogliere l'altro dubbio, relativo a Salomone del quale Tommaso ha detto: "a veder tanto non surse 'l secondo" (X, v. 114). Dante infatti crede che la sapienza di Adamo e quella di Gesù non possano essere superate da alcuna sapienza umana. Tommaso preannuncia che dalla sua spiegazione Dante ricaverà la certezza che non vi è contraddizione tra quanto egli crede e quanto Tommaso ha detto.

Tutta la realtà, corruttibile e incorruttibile, è un riflesso di Dio uno e trino; da Dio provengono i nove cieli, e da questi le influenze che raggiungono gli elementi più bassi, ovvero le realtà contingenti. La materia delle cose contingenti e i cieli che la plasmano non si trovano sempre nelle medesime condizioni; per questo l'impronta divina traluce in modo non omogeneo nei vari esseri. Ad esempio un albero può dar frutti migliori e peggiori, così come gli uomini nascono con indole diversa. Se la materia fosse nelle condizioni più favorevoli e se il cielo fosse nel punto in cui meglio esercita la sua influenza, si vedrebbe per intero l'impronta divina; ma questa viene riflessa sempre parzialmente dalla materia, come accade all'artista che non riesce a tradurre nell'opera la sua idea. La piena perfezione della natura umana si ebbe all'origine della Creazione, in Adamo, e, con l'Incarnazione, in Gesù. È dunque giusta la convinzione di Dante.

### La sapienza di Salomone - vv. 88-111
Tommaso procede invitando Dante a riflettere sulla condizione di Salomone e sulla ragione che lo indusse a chiedere a Dio la sapienza. Tommaso ricorda che, dicendo "surse", ha alluso alla condizione regale di Salomone, il quale chiese il dono della sapienza non per finalità astratte  e teoriche, ma per esercitare rettamente il suo compito di re. Tanti infatti sono i re, ma pochi quelli veramenti buoni. La frase dunque si riferisce alla superiore sapienza di Salomone rispetto agli altri re, e non in assoluto.

### Gli errori dei giudizi umani - vv. 112-142
Compiuta la spiegazione, Tommaso esorta Dante a procedere con prudenza dinanzi a questioni non chiare, astenendosi da affermazioni o negazioni che non considerano le opportune distinzioni. Chi senza capacità va a "pescare" la verità si allontana da riva non solo inutilmente, ma con danno. Così accadde agli antichi Parmenide, Melisso, Brisso e altri; come pure agli eretici Sabellio, Ario e altri che straziarono le Scritture deformandone i veri lineamenti. Gli uomini si astengano da giudizi avventati, come chi crede di poter giudicare in anticipo il valore del raccolto: spesso le previsioni umane si dimostrano errate. E dunque "donna Berta e ser Martino", vedendo uno che ruba e un altro che fa offerte, non credano di poter già leggere il giudizio di Dio: il ladro può salvarsi, il devoto può cadere in peccato.

## Analisi
Il canto è dedicato alla spiegazione di un dubbio di Dante; ha quindi una manifesta impronta dottrinale, rafforzata dall'identità del personaggio che si assume questa spiegazione, ossia Tommaso d'Aquino. Si tratta, come è noto, di uno dei pilastri della formazione teologica di Dante, oltre che di un maestro della filosofia medioevale definita Scolastica. L'argomentazione svolta in questo canto si snoda in tre sezioni: dapprima si conferma l'opinione sulla sapienza superiore di Adamo e di Cristo, in quanto soli uomini creati direttamente da Dio; poi si conferma che la sapienza di Salomone è superiore ad ogni altra, relativamente però ai re; infine si invitano gli uomini ad esercitare la massima prudenza nel giudicare soprattutto il destino delle anime dopo la morte.

La maggior parte del canto è di registro alto, con il ricorso al lessico tipico del linguaggio filosofico ("sussistenze" ed "atto", "potenze", "contingenze") ed anche ad espressioni latine (vv. 98 - 100). Tutto il ragionamento è punteggiato di espressioni che accompagnano gradualmente Dante, e il lettore, verso la comprensione: "Tu credi (v.37), "e però miri" (v.46), "Or apri li occhi" (v.49), "io commendo tua oppinione" (v.85), "pensa chi era" (v.92), "se ciò ch'io dissi e questo note" (v.103), "vedrai aver solamente respetto" (v.107). Non manca un neologismo, "s'intrea" (v. 57), di formazione analoga a "s'io m'intuassi, come tu t'inmii" (Paradiso, IX, 81).

Il registro alto caratterizza anche l'elaboratissimo proemio, nel quale l'anafora "Imagini...;imagini...; imagini... (vv. 1-10) scandisce il procedimento tutto mentale di una ricomposizione e scomposizione di stelle (24 in totale, da dividersi in due gruppi circolari di 12, ad immagine delle due corone di beati), cui si aggiunge una comparazione in sé assurda tra il lentissimo corso del fiume Chiana e il moto velocissimo del Primo Mobile. Il proemio si conclude con un dotto richiamo agli inni pagani rivolti a Bacco e ad Apollo (definito Peana cioè guaritore), in contrasto con gli inni dedicati alla Trinità e all'Incarnazione.

La prevalenza del registro alto non deve tuttavia far trascurare esempi del registro familiare o addirittura basso ("comico" nel significato che Dante dà a questo termine), che emerge nella metafora della paglia (v.34), nelle similitudini dell'albero (vv. 70-71) e dell'artista (vv. 77-78), e soprattutto nella parte finale, animata da un accento polemico, dove risaltano un modo di dire come "E questo ti sia sempre piombo ai piedi" (v.112) e versi la cui espressività riflette esperienze comuni (vv. 131-138). La terzina finale, con l'uso di nomi proverbiali come "donna Berta" e "ser Martino", conclude, in forma colloquiale e diretta, l'invito ad essere prudenti nel giudicare.